# دون كاردويل
دون كاردويل (بالإنجليزية: Don Cardwell)‏ هو لاعب كرة قاعدة أمريكي، ولد في 7 ديسمبر 1935 في وينستون-سالم في الولايات المتحدة، وتوفي بنفس المكان في 14 يناير 2008 بسبب مرض بيك.

## وصلات خارجية
- دون كاردويل على موقع دوري كرة القاعدة الرئيسي (الإنجليزية)
- دون كاردويل على موقعبيزبول رفرنس.كوم (الدوري الرئيسي) (الإنجليزية)
- دون كاردويل على موقعبيزبول رفرنس.كوم (الدوري الثانوي) (الإنجليزية)
- دون كاردويل على موقع جمعية أبحاث البيسبول الأمريكية (الإنجليزية)
- دون كاردويل على موقع إي إس بي إن.كوم (أم.أل.بي) (الإنجليزية)
- دون كاردويل على موقع مشجعي الرسوم البيانية (الإنجليزية)